# Isanthrene pertexta
Isanthrene pertexta là một loài bướm đêm thuộc phân họ Arctiinae, họ Erebidae.